# Monuments de Vladimir et de Souzdal
Au sein d'un bien intitulé Monuments de Vladimir et de Souzdal, l'UNESCO a inscrit sur la liste du patrimoine mondial huit monuments médiévaux de Zalessie en Russie.
| Code    | Nom                                                             | Image | Localité     | Coordonnées                  |
| ------- | --------------------------------------------------------------- | ----- | ------------ | ---------------------------- |
| 633-001 | Cathédrale de la Dormition                                      |       | Vladimir     | 56° 07′ 38″ N, 40° 24′ 32″ E |
| 633-002 | Porte dorée                                                     |       | Vladimir     | 56° 07′ 36″ N, 40° 23′ 49″ E |
| 633-003 | Château de Bogolioubovo et l'église de la Nativité de la Vierge |       | Bogolioubovo | 56° 11′ 46″ N, 40° 32′ 11″ E |
| 633-004 | Église de l'Intercession-de-la-Vierge sur la Nerl               |       | Bogolioubovo | 56° 11′ 47″ N, 40° 33′ 41″ E |
| 633-005 | Cathédrale Saint-Dimitri                                        |       | Vladimir     | 56° 07′ 44″ N, 40° 24′ 39″ E |
| 633-006 | Kremlin de Souzdal avec la cathédrale de la Nativité            |       | Souzdal      | 56° 25′ 00″ N, 40° 26′ 33″ E |
| 633-007 | Monastère du Sauveur-Saint-Euthyme                              |       | Souzdal      | 56° 25′ 59″ N, 40° 26′ 21″ E |
| 633-008 | Église Saints-Boris-et-Gleb                                     |       | Kidekcha     | 56° 25′ 30″ N, 40° 31′ 45″ E |

Les édifices suivants, bien que relevant de la même tradition architecturale, n'ont pas été retenus pour inscription par l'UNESCO :
- l'église de la Transfiguration à Pereslavl-Zalesski ;
- la cathédrale Saint-Georges à Iouriev-Polski ;
- les cathédrales du couvent Kniaguinine à Vladimir ;
- le couvent de l'Intercession à Souzdal.